# Blepisanis atrofrontalis
Blepisanis atrofrontalis är en skalbaggsart som först beskrevs av Stefan von Breuning 1961.  Blepisanis atrofrontalis ingår i släktet Blepisanis och familjen långhorningar. Inga underarter finns listade.